# Betty Williams (activistă)
Betty Williams (n. 22 mai 1943, Belfast, Irlanda de Nord, Regatul Unit – d. 17 martie 2020, Belfast, Irlanda de Nord, Regatul Unit) a fost o activistă nord-irlandeză, deținătoare a Premiului Nobel pentru Pace în anul 1976 (împreună cu Mairead Corrigan).